# Rafael Pólit Cevallos
Rafael Pólit Cevallos (Quito, abril de 1823 - Quito, 23 de octubre de 1897) fue ministro del Interior y Relaciones Exteriores del Ecuador del 4 de octubre de 1875 al 9 de diciembre de 1875.

## Biografía
Estudió en la Universidad Central, en Quito, y se unió el Partido Conservador de Ecuador, de Gabriel García Moreno.  
Fue presidente del Concejo Municipal de Guayaquil y el 2 de octubre de 1875 fue elegido presidente del Senado. 
Del 4 de octubre de 1875 al 9 de diciembre de 1875 fue ministro del Interior y Relaciones Exteriores del Ecuador.
En 1878 el gobierno le envió al exilio, pero más tarde regresó. 
El 2 de mayo de 1895 se convirtió en gobernador de Guayas, pero dimitió pasado un mes.
Falleció el 23 de octubre de 1897 en Quito.